# Острови (Червенський район)
Острови (біл. вёска Востравы) — село в складі Червенського району Мінської області, Білорусь. Село підпорядковане Червенській сільській раді, розташоване в центральній частині області.